# Peyton Hillis
Peyton Hillis (født 21. januar 1986 i Conway, Arkansas, USA) er en amerikansk footballspiller, der spiller i NFL som running back for New York Giants. Han blev draftet til ligaen  i 2008, og har spillet for fem forskellige klubber siden da.

## Klubber
- 2008-2009: Denver Broncos
- 2010-2011: Cleveland Browns
- 2012: Kansas City Chiefs
- 2013: Tampa Bay Buccaneers
- 2013-: New York Giants